# VTB United League 2023-2024
La VTB United League 2023-2024 è la 16ª edizione della VTB United League, oltre ad essere l'undicesima stagione in cui la VTB League funge da massimo campionato russo di pallacanestro. Il campionato è iniziato a settembre 2023 e la stagione regolare si è conclusa il 4 febbraio 2024.

## Formula del torneo
Come la stagione precedente la stagione regolare viene divisa in due fasi poiché nessuna squadra parteciperà alle competizioni europee a causa del conflitto russo-ucraino. Partecipano 14 squadre, 2 in più della stagione precedente, perché si aggiungono i vincitori e i finalisti della Superliga: Uralmaš Ekaterinburg e Runa Mosca.

### Localizzazione delle squadre partecipanti
| Squadra              | Città           | Stadio                   | Capacità |
| -------------------- | --------------- | ------------------------ | -------- |
| Avtodor Saratov      | Saratov         | DS Kristall              | 5.500    |
| BK Astana            | Astana          | Arena Velotrack          | 9.270    |
| Minsk                | Minsk           | Minsk-Arena              | 15.000   |
| CSKA Mosca           | Mosca           | Megasport Arena          | 13.344   |
| Enisey Krasnojarsk   | Krasnojarsk     | Arena.Sever              | 4.000    |
| Lokomotiv Kuban'     | Krasnodar       | Basket-Hall              | 7.500    |
| MBA Mosca            | Mosca           | Basket Hall Moscow       | 5.000    |
| Nižnij Novgorod      | Nižnij Novgorod | Trade Union Sport Palace | 5.500    |
| Parma Perm'          | Perm'           | UDS Molot                | 7.000    |
| Runa Mosca           | Mosca           | Dynamo Sports Palace     | 5.000    |
| Samara               | Samara          | Ice Sports Palace        | 5.000    |
| UNICS Kazan'         | Kazan'          | Basket-Hall              | 7.000    |
| Uralmaš Ekaterinburg | Ekaterinburg    | Palace of Sporting Games | 5.000    |
| Zenit S. Pietroburgo | San Pietroburgo | Sibur Arena              | 6.381    |

## Regular season

### Classifica
| Pos. | Squadra              | G  | V  | P  | PtF  | PtS  | Diff. | P.ti | SD |
| ---- | -------------------- | -- | -- | -- | ---- | ---- | ----- | ---- | -- |
| 1.   | CSKA Mosca           | 26 | 22 | 4  | 2286 | 1987 | +299  | 48   |    |
| 2.   | UNICS Kazan'         | 26 | 20 | 6  | 2219 | 1925 | +294  | 46   |    |
| 3.   | Lokomotiv Kuban'     | 26 | 19 | 7  | 2210 | 2010 | +200  | 45   |    |
| 4.   | Zenit S. Pietroburgo | 26 | 17 | 9  | 2113 | 1902 | +211  | 43   |    |
| 5.   | Enisey Krasnojarsk   | 26 | 16 | 10 | 1743 | 2188 | +101  | 42   |    |
| 6.   | Parma Perm'          | 26 | 15 | 11 | 2026 | 1966 | +60   | 41   |    |
| 7.   | Samara               | 26 | 14 | 12 | 2036 | 2082 | -46   | 40   |    |
| 8.   | Uralmaš Ekaterinburg | 26 | 13 | 13 | 2081 | 2083 | −2    | 39   |    |
| 9.   | Runa Mosca           | 26 | 11 | 15 | 2014 | 2087 | -73   | 37   |    |
| 10.  | Astana               | 26 | 10 | 16 | 2008 | 2157 | −149  | 36   | +4 |
| 11.  | Avtodor Saratov      | 26 | 10 | 16 | 2039 | 2125 | −86   | 36   | -4 |
| 12.  | MBA Mosca            | 26 | 8  | 18 | 1963 | 2085 | −122  | 34   |    |
| 13.  | Nižnij Novgorod      | 26 | 7  | 19 | 1894 | 2065 | −171  | 33   |    |
| 14.  | Minsk                | 26 | 0  | 26 | 1818 | 2334 | −516  | 26   |    |

Legenda:
      Qualificate Gruppo A.
      Qualificate Gruppo B.
Regolamento:
In caso di arrivo a pari punti, contano le statistiche sugli scontri diretti.

## Seconda fase

### Gruppo A
| Pos. | Squadra              | G  | V  | P  | PtF  | PtS  | Diff. | P.ti |
| ---- | -------------------- | -- | -- | -- | ---- | ---- | ----- | ---- |
| 1.   | UNICS Kazan'         | 36 | 26 | 10 | 3097 | 2752 | +345  | 62   |
| 2.   | Zenit S. Pietroburgo | 36 | 26 | 10 | 3020 | 2704 | +316  | 62   |
| 3.   | CSKA Mosca           | 36 | 25 | 11 | 2621 | 3108 | +305  | 61   |
| 4.   | Lokomotiv Kuban'     | 36 | 23 | 13 | 3030 | 2881 | +149  | 59   |
| 5.   | Parma Perm'          | 36 | 20 | 16 | 2859 | 2813 | +46   | 56   |
| 6.   | Enisey Krasnojarsk   | 36 | 19 | 17 | 3017 | 3013 | +4    | 55   |

### Gruppo B
| Pos. | Squadra              | G  | V  | P  | PtF  | PtS  | Diff. | P.ti |
| ---- | -------------------- | -- | -- | -- | ---- | ---- | ----- | ---- |
| 1.   | Uralmaš Ekaterinburg | 40 | 26 | 14 | 3283 | 3134 | +149  | 66   |
| 2.   | Samara               | 40 | 22 | 18 | 3167 | 3148 | +19   | 62   |
| 3.   | Avtodor Saratov      | 40 | 19 | 21 | 3146 | 3153 | −7    | 59   |
| 4.   | MBA Mosca            | 40 | 19 | 21 | 3028 | 3079 | -51   | 59   |
| 5.   | Runa Mosca           | 40 | 16 | 24 | 3122 | 3241 | -119  | 56   |
| 6.   | Nižnij Novgorod      | 40 | 13 | 17 | 2923 | 3107 | -184  | 53   |
| 7.   | Astana               | 40 | 13 | 27 | 3008 | 3312 | −304  | 53   |
| 8.   | Minsk                | 40 | 1  | 39 | 2783 | 3451 | −668  | 41   |

## Play-off

### Tabellone
|  | Quarti di finale     | Quarti di finale |                      |                  | Semifinali                | Semifinali                |  |  | Finale | Finale |
|  |                      |                  |                      |                  |                           |                           |  |  |        |        |
|  |                      |                  |                      |                  |                           |                           |  |  |        |        |
|  |                      |                  |                      |                  |                           |                           |  |  |        |        |
|  | UNICS Kazan'         | 3                |                      |                  |                           |                           |  |  |        |        |
|  | UNICS Kazan'         | 3                |                      |                  |                           |                           |  |  |        |        |
|  | Samara               | 0                |                      |                  |                           |                           |  |  |        |        |
|  | Samara               | 0                | UNICS Kazan'         | 4                |                           |                           |  |  |        |        |
|  |                      |                  | UNICS Kazan'         | 4                |                           |                           |  |  |        |        |
|  |                      | Lokomotiv Kuban' | 3                    |                  |                           |                           |  |  |        |        |
|  | Lokomotiv Kuban'     | Lokomotiv Kuban' | 3                    | 3                |                           |                           |  |  |        |        |
|  | Lokomotiv Kuban'     |                  |                      | 3                |                           |                           |  |  |        |        |
|  | Parma Perm'          | 0                |                      |                  |                           |                           |  |  |        |        |
|  | Parma Perm'          | 0                | UNICS Kazan'         | 1                |                           |                           |  |  |        |        |
|  |                      |                  | UNICS Kazan'         | 1                |                           |                           |  |  |        |        |
|  |                      | CSKA Mosca       | 4                    |                  |                           |                           |  |  |        |        |
|  | Zenit S. Pietroburgo | CSKA Mosca       | 4                    | 3                |                           |                           |  |  |        |        |
|  | Zenit S. Pietroburgo |                  |                      | 3                |                           |                           |  |  |        |        |
|  | Uralmaš Ekaterinburg | 2                |                      |                  |                           |                           |  |  |        |        |
|  | Uralmaš Ekaterinburg | 2                | Zenit S. Pietroburgo | 2                | Finale per il terzo posto | Finale per il terzo posto |  |  |        |        |
|  |                      |                  | Zenit S. Pietroburgo | 2                | Finale per il terzo posto | Finale per il terzo posto |  |  |        |        |
|  |                      | CSKA Mosca       | 4                    |                  |                           |                           |  |  |        |        |
|  | CSKA Mosca           | CSKA Mosca       | 4                    | 3                | Zenit S. Pietroburgo      | 3                         |  |  |        |        |
|  | CSKA Mosca           |                  |                      | 3                | Zenit S. Pietroburgo      | 3                         |  |  |        |        |
|  | Enisey Krasnojarsk   | 0                |                      | Lokomotiv Kuban' | 1                         |                           |  |  |        |        |
|  | Enisey Krasnojarsk   | 0                |                      |                  | 1                         |                           |  |  |        |        |
|  |                      |                  |                      |                  |                           |                           |  |  |        |        |
|  |                      |                  |                      |                  |                           |                           |  |  |        |        |

### Quarti di finale
| Squadra 1            | Totale | Squadra 2            | Gara 1 | Gara 2 | Gara 3 | Gara 4 | Gara 5 |
| -------------------- | ------ | -------------------- | ------ | ------ | ------ | ------ | ------ |
| UNICS Kazan'         | 3 – 0  | Samara               | 83–73  | 77–64  | 90–67  | –      | –      |
| Zenit S. Pietroburgo | 3 – 2  | Uralmaš Ekaterinburg | 98–82  | 82–74  | 69–72  | 69–72  | 86–83  |
| CSKA Mosca           | 3 – 0  | Enisey Krasnojarsk   | 103–68 | 111–85 | 76–67  | –      | –      |
| Lokomotiv Kuban'     | 3 – 0  | Parma Perm'          | 97–60  | 112–85 | 82–54  | –      | –      |

### Semifinali
| Squadra 1            | Totale | Squadra 2        | Gara 1 | Gara 2 | Gara 3 | Gara 4 | Gara 5 | Gara 6 | Gara 7 |
| -------------------- | ------ | ---------------- | ------ | ------ | ------ | ------ | ------ | ------ | ------ |
| UNICS Kazan'         | 4 – 3  | Lokomotiv Kuban' | 78–75  | 71–84  | 83–89  | 85–68  | 81–78  | 68-98  | 92-87  |
| Zenit S. Pietroburgo | 2 – 4  | CSKA Mosca       | 67–82  | 93–81  | 61–75  | 91–73  | 73–99  | 91-97  | -      |

### Finale 3º posto
| Squadra 1            | Totale | Squadra 2        | Gara 1 | Gara 2 | Gara 3 | Gara 4 | Gara 5 |
| -------------------- | ------ | ---------------- | ------ | ------ | ------ | ------ | ------ |
| Zenit S. Pietroburgo | 3 – 1  | Lokomotiv Kuban' | 79–77  | 99–96  | 87–90  | 88–77  | -      |

### Finale
| Squadra 1    | Totale | Squadra 2  | Gara 1 | Gara 2 | Gara 3 | Gara 4 | Gara 5 | Gara 6 | Gara 7 |
| ------------ | ------ | ---------- | ------ | ------ | ------ | ------ | ------ | ------ | ------ |
| UNICS Kazan' | 1 – 4  | CSKA Mosca | 95–96  | 83–94  | 72–80  | 96–80  | 55–66  | -      | -      |

## Premi e riconoscimenti
- MVP regular season:  Nenad Dimitrijević –  UNICS Kazan'[10]
- MVP Finals:  Melo Trimble –  CSKA Mosca[11]
- Top scorer:  Xavier Rathan-Mayes –  Enisey Krasnojarsk[12]
- Allenatore dell'anno:  Velimir Perasović –  UNICS Kazan'[13]
- Sesto uomo dell'anno:  Melo Trimble –  CSKA Mosca[14]
- Difensore dell'anno:  Vince Hunter –  Zenit S. Pietroburgo[15]
- Miglior giovane:  Kirill Elatoncev –  Lokomotiv Kuban'[16]
- Performance of the Season:  Casper Ware –  CSKA Mosca[17]
- Newcomer of the Year:  Xavier Rathan-Mayes –  Enisey Krasnojarsk[18]

### MVP del mese
| Mese     | Giocatore                       | Squadra                     | Note |
| 2020     | 2020                            | 2020                        | 2020 |
| -------- | ------------------------------- | --------------------------- | ---- |
| Ottobre  | Xavier Rathan-Mayes             | Enisey Krasnojarsk          |      |
| Novembre | DeVaughn Akoon-Purcell          | Lokomotiv Kuban'            |      |
| Dicembre | Anton Astapkovič Andrej Martjuk | CSKA Mosca Lokomotiv Kuban' |      |
| 2021     |                                 |                             |      |
| Gennaio  | B.J. Johnson                    | Parma Perm'                 |      |
| Febbraio | Dmitrij Kulagin                 | UNICS Kazan'                |      |
| Marzo    | Octavius Ellis                  | Uralmaš Ekaterinburg        |      |
| Aprile   | Thomas Heurtel                  | Zenit S. Pietroburgo        |      |